# Can-Am
Can-Am (pełna nazwa The Canadian American Challenge Cup) – seria wyścigowa w Ameryce Północnej organizowana przez SCCA (Amerykański Klub Samochodów Sportowych) w latach 1966–1974 oraz 1977–1986.
Powołany do życia w 1966 roku Can-Am w krótkim okresie stał się najszybszą serią wyścigową na świecie. Samochody rozwijały większe prędkości, niż ówczesna Formuła 1. Sprzyjały temu dość ubogie limity budowy silnika. Pierwszy tytuł zdobył John Surtees, ale później nastąpiła era zespołu McLaren. W latach 1968–1970 samochody McLarena wygrały kolejne 23 wyścigi, a kierowcy Denny Hulme oraz Bruce McLaren wywalczyli solidarnie po dwa tytuły. Pasma sukcesów nie przerwała nawet tragiczna śmierć McLarena na torze Goodwood w 1970 roku. Nowozelandczyk testował wówczas jeden z nowych prototypów Can-Am.
W 1972 roku na torach Can-Am pojawił się najpotężniejszy samochód sportowy w historii – Porsche 917/30, dysponujący 1100-konnym, pięciolitrowym silnikiem z turbodoładowaniem. Podczas jednej z sesji testowych za jego kierownicą Mark Donohue osiągnął niewyobrażalną wręcz prędkość maksymalną 402 km/h. Określony mianem Turbopanzer samochód wygrał wszystkie wyścigi w sezonie 1973, czym wymusił pierwsze poważne ograniczenia sprzętowe w historii cyklu.
Pasmo sukcesów Can-Am nagle dobiegło końca w 1974 roku. Kryzys paliwowy i ekonomiczna recesja w Stanach Zjednoczonych drastycznie podniosły koszty organizacji wyścigów, skutkiem czego Can-Am zawiesił działalność na okres dwóch lat. Był to jednocześnie koniec tzw. Złotej Ery tej serii.
Cykl wskrzeszono w 1977 roku, jednak w znacznie ograniczonej formie. Limit maksymalnej pojemności silników obniżono do trzech litrów, samochody nie osiągały już tak zawrotnych prędkości. Mimo to w pierwszych czterech latach tytuły mistrzowskie wciąż zdobywali kierowcy związani na stałe z Formułą 1.
Po kilku latach seria całkowicie straciła na prestiżu i skupiała praktycznie tylko zawodników z kontynentu amerykańskiego. Rezygnacja z udziału czołowych konstruktorów i dalsze cięcie kosztów ostatecznie spowodowało upadek serii w 1986 roku.

## Mistrzowie Can-Am w latach 1966–1986
| Sezon   | Kierowca                  | Zespół                      | Samochód                                |
| ------- | ------------------------- | --------------------------- | --------------------------------------- |
| 1966    | John Surtees              | Team Surtees                | Lola T70-Chevrolet                      |
| 1967    | Bruce McLaren             | Bruce McLaren Motor Racing  | McLaren M6A-Chevrolet                   |
| 1968    | Denny Hulme               | Bruce McLaren Motor Racing  | McLaren M8A-Chevrolet                   |
| 1969    | Bruce McLaren             | Bruce McLaren Motor Racing  | McLaren M8B-Chevrolet                   |
| 1970    | Denny Hulme               | Bruce McLaren Motor Racing  | McLaren M8D-Chevrolet                   |
| 1971    | Peter Revson              | Bruce McLaren Motor Racing  | McLaren M8F-Chevrolet                   |
| 1972    | George Follmer            | Penske Racing               | Porsche 917/10                          |
| 1973    | Mark Donohue              | Penske Racing               | Porsche 917/30KL                        |
| 1974    | Jackie Oliver             | Shadow Racing Cars          | Shadow DN4A-Chevrolet                   |
| 1975-76 | Mistrzostw nie rozgrywano |                             |                                         |
| 1977    | Patrick Tambay            | Carl Haas & Jim Hall Racing | Lola T333CS-Chevrolet                   |
| 1978    | Alan Jones                | Carl Haas & Jim Hall Racing | Lola T333CS-Chevrolet                   |
| 1979    | Jacky Ickx                | Carl Haas Racing            | Lola T333CS-Chevrolet                   |
| 1980    | Patrick Tambay            | Carl Haas Racing            | Lola T530-Chevrolet                     |
| 1981    | Geoff Brabham             | Team VDS                    | Lola T530-Chevrolet / VDS 001-Chevrolet |
| 1982    | Al Unser Jr.              | Galles Racing               | Frissbee GR3-Chevrolet                  |
| 1983    | Jacques Villeneuve        | Canadian Tire               | Frissbee GR3-Chevrolet                  |
| 1984    | Michael Roe               | Don Walker                  | VDS 002-Chevrolet / VDS 004-Chevrolet   |
| 1985    | Rick Miaskiewicz          | Mosquito Autosport          | Frissbee GR3-Chevrolet                  |
| 1986    | Horst Kroll               | Kroll Racing                | Frissbee KR3-Chevrolet                  |